# Lokve (gmina Nova Gorica)
Lokve – wieś w Słowenii, w gminie miejskiej Nova Gorica. W 2018 roku liczyła 107 mieszkańców. 